# Maxburretia
Genre
Classification phylogénétique
Espèces de rang inférieur
- Maxburretia furtadoana
- Maxburretia gracilis
- Maxburretia rupicola

Synonymes
- Liberbaileya   Furtado (1941)
- Symphyogyne   Burret (1941), nom. illeg[1].

Maxburretia est un genre de palmier de la famille des Arécacées. Ce nom de genre honore le botaniste allemand Max Burret (1883,1964). Ce genre contient les espèces suivantes :
- Maxburretia furtadoana  J.Dransf.  (1978)
- Maxburretia gracilis  (Burret) J.Dransf. (1978)
- Maxburretia rupicola  (Ridl.) Furtado (1941) [1]

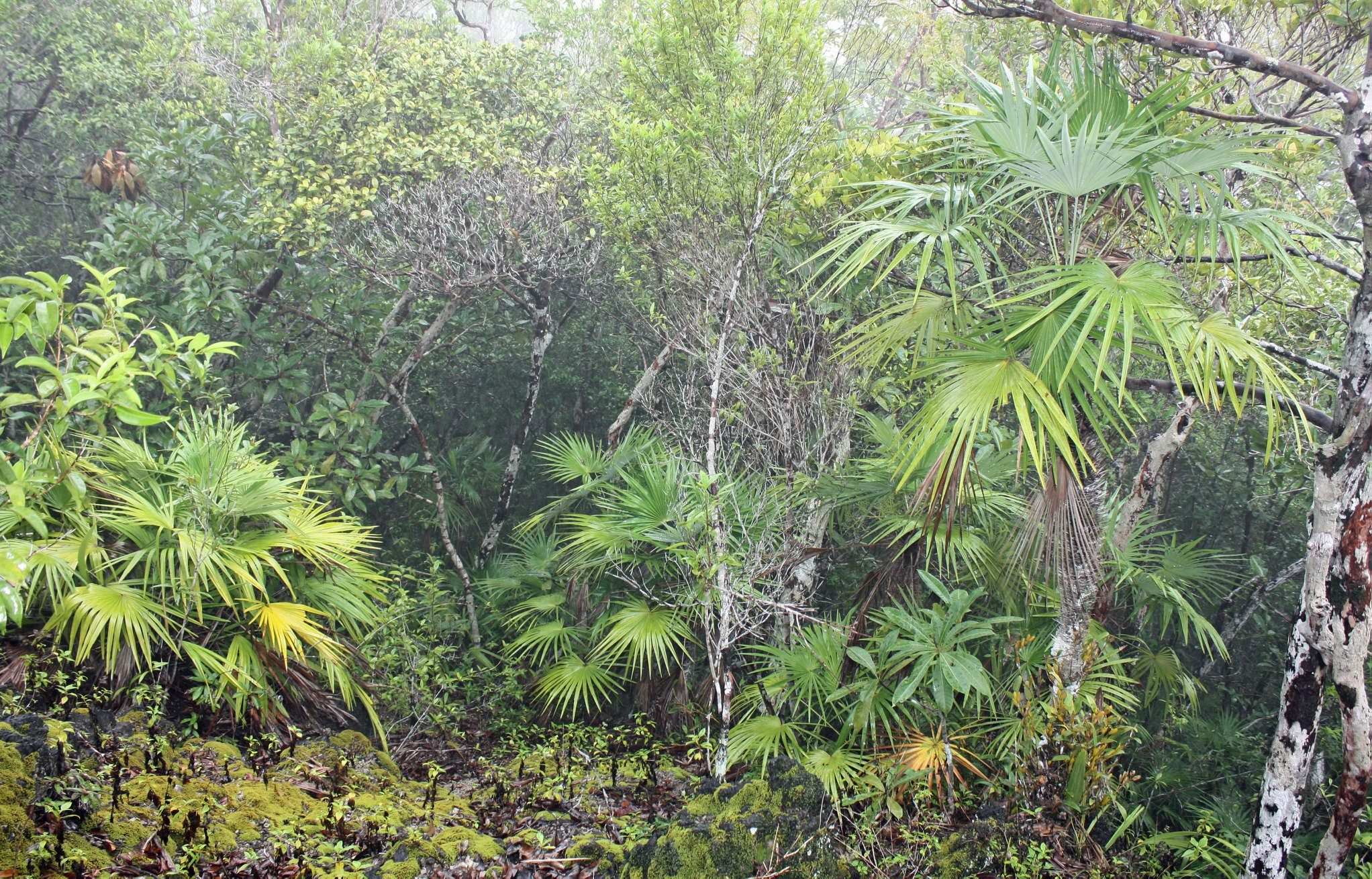
Maxburretia furtadoana par Paul Craft dans son habitat ,en Thaïlande

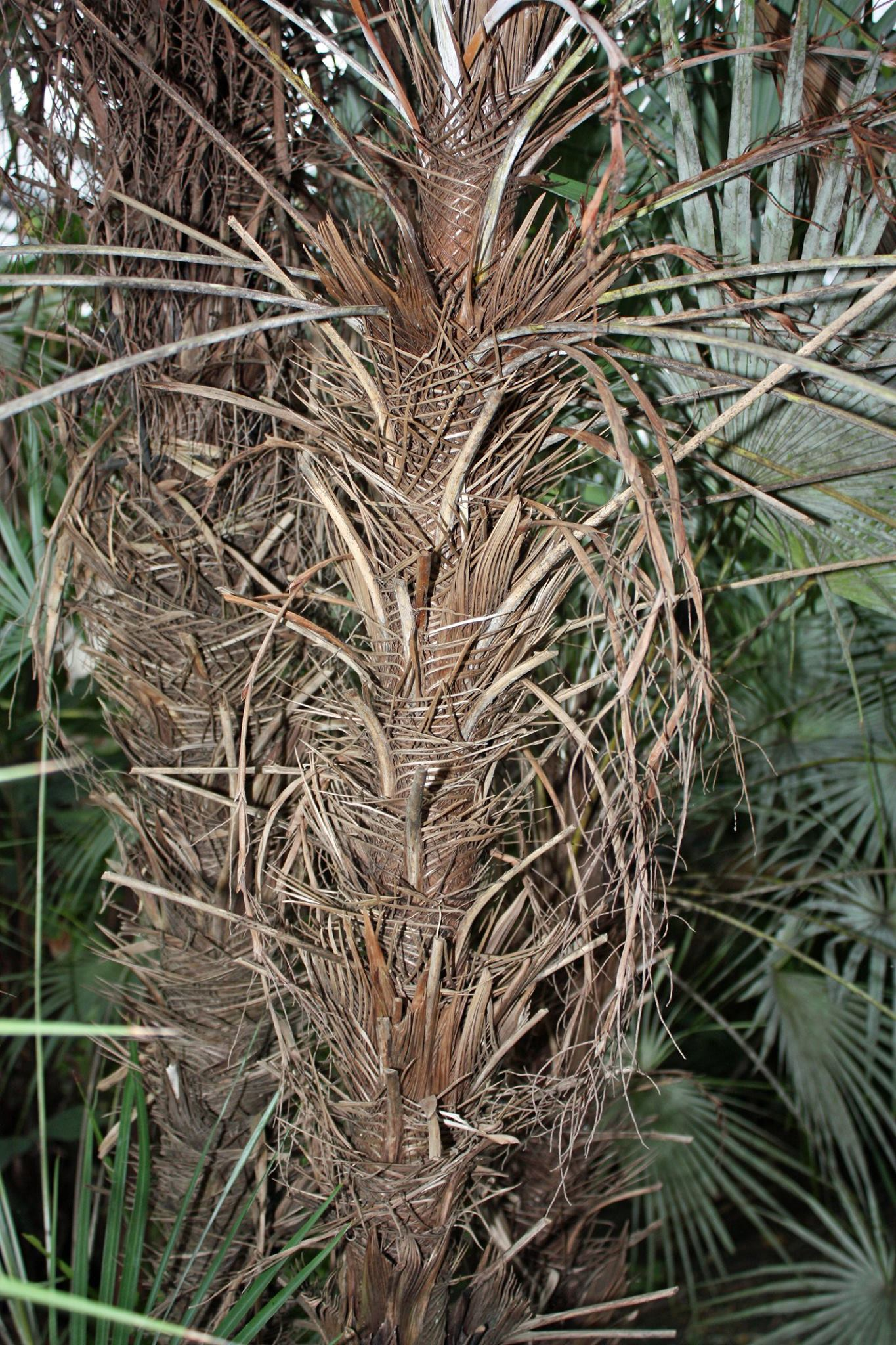
Le stipe épineux du Maxburretia furtadoana

## Classification
- Famille : Arecaceae
  - Sous-famille : Coryphoideae
    - Tribu : Trachycarpeae
      - Sous-tribu : Rhapidinae[2].

Le genre Maxburretia partage sa sous-tribu avec cinq autres genres :  Chamaerops, Guihaia, Trachycarpus, Rhapidophyllum, Rhapis.